# Kompetenz kraft Sachzusammenhang
Die Rechtsfigur der Kompetenz kraft Sachzusammenhangs betrifft die Aufteilung der Gesetzgebungskompetenzen zwischen Bund und Ländern in der Bundesrepublik Deutschland. Die Gesetzgebungskompetenz liegt gemäß Art. 70 GG grundsätzlich bei den Ländern, sofern ein bestimmtes Sachgebiet nicht in den 71 ff. GG ausdrücklich dem Bund zugewiesen ist.
Allerdings sind drei Fallgruppen ungeschriebener Kompetenzen des Bundes anerkannt:
- Die Kompetenz kraft Natur der Sache,
- die Annexkompetenz und
- die Kompetenz kraft Sachzusammenhangs.

Eine Kompetenz des Bundes kraft Sachzusammenhangs hat in der Praxis sehr große Bedeutung. Sie besteht, „wenn eine dem Bund ausdrücklich zugewiesene Materie verständigerweise nicht geregelt werden kann, ohne dass zugleich eine nicht ausdrücklich zugewiesene Materie mitgeregelt wird, wenn also ein Übergreifen in nicht zugewiesene Materien unerlässliche Voraussetzung für die Regelung einer der Bundesgesetzgebung ausdrücklich zugewiesenen Materie ist“.
Beispielhaft lässt sich etwa § 81b StPO nennen: Dieser erlaubt es den Strafverfolgungsbehörden, zum Zwecke der Durchführung eines Strafverfahrens oder für die Zwecke des Erkennungsdienstes von einem Beschuldigten Lichtbilder und Fingerabdrücke auch gegen dessen Willen aufzunehmen oder ähnliche Maßnahmen vorzunehmen, soweit dies erforderlich ist. Die erkennungsdienstliche Behandlung gehört allerdings sowohl zur Tätigkeit der Strafverfolgungsbehörden, für die gemäß Art. 74 Abs. 1 Nr. 1 GG der Bund die Gesetzgebungskompetenz besitzt, als auch zur polizeilichen Gefahrenabwehr, für die traditionell über Art. 70 GG die Kompetenz bei den Ländern liegt. Für letztere Zwecke würde dem Bund deshalb eine ausdrückliche Gesetzgebungskompetenz fehlen. Gleichwohl hat der Bund zumindest eine Kompetenz kraft Sachzusammenhangs, da die erkennungsdienstliche Behandlung im Strafverfahren nicht geregelt werden kann, ohne zugleich diese zum Zwecke der Gefahrenabwehr zu erlauben.